# اسپایدر (نرم‌افزار)
اسپایدر (به انگلیسی: spyder) یک محیط یکپارچه توسعه نرم‌افزار (IDE) است که از زبان برنامه نویسی پایتون استفاده می کند. این نرم‌افزار آزاد و متن‌باز است و تحت مجوز MIT منتشر می‌شود.

## رابط کاربری
رابط کاربری نرم‌افزار اسپایدر بسیار منعطف و قابل سفارشی‌سازی است و چیدمان‌های پیش‌فرض برای شبیه‌سازی محیط‌هایی مانند متلب و R دارد.

## ویژگی ها و کاربردها
این نرم‌افزار برای برنامه نویسی علمی و مهندسی طراحی شده و با زبان پایتون برای زبان پایتون نوشته شده‌است.
اسپایدر دارای ویژگی‌های زیر است:
- ویرایشگر کد
- نمایش خطاها
- نمایش لیست متغیرها
- کنسول Ipython
- راهنمای نرم‌افزار
- مرورگر پوشه ها
- نمایشگر رسم (Plot)

## پشتیبانی از سیستم عامل ها
اسپایدر از سیستم‌عامل‌های ویندوز و مک و لینوکس پشتیبانی می‌کند.
در سیستم‌عامل ویندوز و مک با نصب آناکوندا می‌توان به نرم‌افزار اسپایدر دسترسی پیدا کرد. اما در محیط لینوکس علاوه بر آن می‌توان نرم‌افزار اسپایدر را به صورت مستقل نصب کرد.